# Det Udom (huyện)
Det Udom (tiếng Thái: เดชอุดม) là một huyện (amphoe) ở phía nam của tỉnh Ubon Ratchathani, đông bắc Thái Lan.

## Địa lý
Các huyện giáp ranh (từ phía tây bắc theo chiều kim đồng hồ) là: Samrong, Warin Chamrap, Na Yia, Phibun Mangsahan, Buntharik, Na Chaluai, Nam Yuen, Nam Khun, Thung Si Udom của tỉnh Ubon Ratchathanivà Benchalak của tỉnh Sisaket

## Hành chính
Huyện này được chia thành 16 phó huyện (tambon), các đơn vị này lại được chia ra thành 229 làng (muban). Mueang Det là một thị xã (thesaban mueang) nằm trên một phần của tambon cùng tên. Có 3 thị trấn (thesaban tambon) - Na Suang và Bua Ngam mỗi đơn vị nằm trên một tambon cùng tên, còn Kut Prathai nằm trên toàn bộ tambon Kut Prathai. Có 10 Tổ chức hành chính tambon.
| STT. | Tên          | Tên Thái | Số làng | Dân số |  |
| ---- | ------------ | -------- | ------- | ------ |  |
| 1.   | Mueang Det   | เมืองเดช  | 31      | 32.919 |  |
| 2.   | Na Suang     | นาส่วง    | 12      | 8.943  |  |
| 4.   | Na Charoen   | นาเจริญ   | 11      | 6.963  |  |
| 6.   | Thung Thoeng | ทุ่งเทิง    | 15      | 8.180  |  |
| 8.   | Som Sa-at    | สมสะอาด  | 12      | 10.413 |  |
| 9.   | Kut Prathai  | กุดประทาย | 20      | 12.613 |  |
| 10.  | Top Hu       | ตบหู      | 21      | 11.406 |  |
| 11.  | Klang        | กลาง     | 17      | 14.269 |  |
| 12.  | Kaeng        | แก้ง      | 11      | 7.866  |  |
| 13.  | Tha Pho Si   | ท่าโพธิ์ศรี  | 10      | 6.477  |  |
| 15.  | Bua Ngam     | บัวงาม    | 16      | 11.953 |  |
| 16.  | Kham Khrang  | คำครั่ง    | 10      | 6.180  |  |
| 17.  | Na Krasaeng  | นากระแซง | 12      | 13.020 |  |
| 20.  | Phon Ngam    | โพนงาม   | 12      | 8.585  |  |
| 21.  | Pa Mong      | ป่าโมง    | 10      | 4.535  |  |
| 23.  | Non Sombun   | โนนสมบูรณ์ | 9       | 5.574  |  |

Các con số không có trong bảng này là tambon nay tạo thành huyện Na Yia và Thung Si Udom.